# Немачка подморница У-33
Подморница У-33 је била Немачка подморница типа VIIА и коришћена је у Другом светском рату. Подморница је изграђена 25. јула 1936. године и служила је у 2. подморничкој флотили (25. јул 1936 — 31. август 1939) - борбени брод, 2. подморничкој флотили (1. септембар 1939 — 31. децембар 1939) - борбени брод, и 2. подморничкој флотили (1. јануар 1940 — 12. фебруар 1940) - борбени брод.

## Служба
На своје прво борбено патролиранје, подморница У-33 пошла је 19. августа 1939. године, из базе Вилхелмсхафен. Четири дана након почетка Другог светског рата, 7. септембра, у 15:55 сати, британски трговачки брод  (заповедник Џејмс Бернетсон) је био погођен једним торпедом, испаљеног из подморнице У-33, и тоне на око 420 наутичких миља западно-југозападно од Лендс Енда. Брод је био уочен у 14:10 сати, и са подморнице је испаљен један пројектил из топа, испред прамца брода, након чега је посада британског брода почела да напушта свој брод у два чамца за спасавање, претходно упутивши радио позив за помоћ. Подморница остаје поред британских чамаца, и испаљује сигналне ракете за помоћ, ка америчком путничком броду Washington, који је запловио ка британским чамцима, након што је ухватио радио-поруку за помоћ. Заповедник и 32 остала члана посаде су били сакупљени од америчког путничког брода, и 9. септембра су искрцани у Саутхемптон.
Дана, 16. септембра 1939. године, у 07:00 сати, незаштићени британски трговачки брод  (заповедник Роберт Вилијем Едмундсон), који је превозио 2.500 тоне угља и кокса, торпедован је и потопљен од подморнице У-33, на око 150 наутичких миља југозападно од Лендс Енда. Комплетна посада је била спашена од стране два француска рибарска бродића, и искрцана у Конкарно, 60 наутичких миља јужно од Ушанта.
У 08:00 сати, 24. септембра 1939. године, британски рибарски брод Caldew (Томас Кеин) је био заустављен од подморнице У-33 и потопљен топовском ватром. Посаду спасава шведки трговачки брод Kronprinsessan Margareta, који је неколико дана касније заустављен од немачког разарача Z-14 Фридрих Ин и торпиљера Илтис у Северном мору. Приликом претереса брода, Немци су пронашли британске бродоломнике, и пребацили их на своје бродове, а касније их пребацују у Немачку, где постају немачки ратни заробљеници, стационирани у заробљеничком логор, „Stalag XB“.
Подморница У-33, је упловила након 41-ног дана патролирања, 28. септембра у базу Вилхелмсхафен, чиме је завршила своје прво борбено патролирање. На следеће своје патролирање, У-33 је отишла из Вилхелмсхафена 29. октобра 1939. године. Дана, 20. новембра, подморница У-33 је потопила у близини острва Тори, три британска рибарска брода, топовском ватром из свог топа на палуби. У 10:30 сати, рибарски брод Thomas Hankins, 14 наутичких миља југозападно од острва Тори; у 16:00 сати, рибарски брод Delphine, 18 наутичких миља северно-североисточно од острва Тори; и у 17:05 сати, рибарски брод Sea Sweeper, 25 наутичких миља западно-северозападно од острва Тори.
Након 10 сата проведених у спасилачком чамцу, посаду рибарског брода  (заповедник М. Хенкинс) спасава један други рибарски брод, и искрцао их у Северну Ирску. Они су известили, да је њихов брод био гранатиран без претходног упозорења, и да је други пројектил погодио прамац, а пети парни котао, што је проузроковало потонуће брода за 25 минута.
Посада рибарског брода  (заповедник К. Џ. Коксол) је била искрцана код рта Меили, поподне 21. новембра, а посада рибарског брода  (заповедник А. Томлинсон) је спасена од британског рибарског брода Lois.
Између 08:30 и 09:20 сати, 21. новембра 1939. године, подморница У-33 је потопила два британска рибарска брода, Sulby и William Humphries, на око 75 наутичких миља северозападно од Ретлина, испаливши из свог топа на палубу, по 5 пројектила на сваки од рибарских бродова.
Посада рибарског брода  (заповедник Клеренс Хектор Хадсон) напустила је брод у два цамца за спасавање, али цамац у коме се налазио заповедник и 4 члана посаде, никада више није виђен. Пет преосталих чланова посаде, који су се налазили у другом чамцу за спасавање, спасени су 23. новембра од једног британског спасилачког брода.
Свих 13 чланова посаде рибарског брода William Humphries, напустили су свој брод у једном чамцу за спасавање, који је последњи пут виђен од посаде једног другог рибарског брода. Два тела су касније извађена из мора и пребачена на острвце Скај.
Дана, 18. новембра 1939. године, немачки пробијач блокаде Borkum је био заробљен од британске помоћне крстарице HMS California (F 55), у Данском пролазу, и његовој посади је наређено да отплови бродом у луку Кирквол.
У 15:30 сати, 23. новембра, подморница У-33 је наредила броду Borkum да стане, ради контроле терета, у близини Оркнијских острва, сматрајући да је он неутрални брод. Међутим, када брод није стао након два упозоравајућа пројектила, испаљених испред прамца брода, следећи пројектил је био испаљен ка командном мосту. Брод је изненада скренуо и пробао да изведе ударац прамцем у подморницу, са које су пуцали на брод, али она је убрзо заронила. Borkum је био сав у пламену, и ако је пловио је без контроле, представљао је тешку мету, те га је погодило само једно од три испаљена торпеда са подморнице У-33. Подморница У-33 је изронила и испалила плотун од 4 торпеда ка броду у пламену, али убрзо напуста ту област, пошто је уочила наоружане рибарске бродове Kingston Beryl и Kingston Onyx. Четири немачка чланова посаде су погинула приликом напада подморнице, док су преостали немачки и британски чланови посаде напустили брод, и убрзо су сакупљени од наоружаних рибарских бродова.
Два дана касније, 25. новембра 1939. године, напустена олупина брода Borkum, била је насукана у Папа Саунд, Оркнијска острва, и ту је брод декларисан као потпуно уништен. Дана, 18. августа 1940. године, брод је поново поринут у воду, и одвучен до Росита, где је током октобра 1940. године, сасечен.
Након 29 дана патролирања, подморница У-33 је упловила 26. новембра 1939. године у Вилхелмсхафен, чиме је завршила своје друго борбено патролирање.
У 07:45 минута, 25. децембра 1939. године, британски трговачки брод  (заповедник Дејвид Лливлин Хук), који је превозио 4.500 тона угља, ударио је у једну мину, положену 9. новембра од подморнице У-33, и потонуо је у Бристолском заливу. Дванаест чланова посаде британског брода је погинуло. Заповедника и преосталих 11 чланова посаде, сакупио је норвешки трговачки брод Liv, и искрцао их у Кардиф.
Дана, 16. јануара 1940. године, у 16:19 сати, незаштићени британски танкер Inverdargle (заповедник Ивн Мердок Скили), који је превозио 12.554 тона авио-горива, ударио је у једну мину, положену 9. новембра од подморнице У-33, преломио се на два дела и потонуо у Бристолском заливу, југозападно од рта Неш, заједно са заповедником и комплетном посадом од 48 људи.
На своје последње патролирање, подморница У-33 је пошла из базе Вилхелмсхафен, 5. фебруара 1940. године. Свега 8 дана касније, 12. фебруара, У-33 је у Бристолском заливу потопљена дубинским бомбама од британског миноловца HMS Gleaner. Од 42 члана посаде немачке подморнице, 25 је погинуло, међу којима и командант подморнице.

## Команданти
- Отохајнрих Јункер - 25. јул 1936 — 21. новембар 1936.
- Курт Фрајвалд - 22. новембар 1936 — 20. децембар 1936.
- Отохајнрих Јункер - 21. децембар 1936 — 2. јун 1937.
- Курт Фрајвалд - 3. јун 1937 — 25. јул 1937.
- Отохајнрих Јункер - 26. јул 1937 — 28. октобар 1938.
- Ханс-Вилхелм фон Дрески - 29. октобра 1938. - †12. фебруар 1940.

## Бродови
| Име брода | Држава               | Тежина     | Година изградње | Датум напада        | Напомена        |
|           | Уједињено Краљевство | 4.060 тона | 1929.           | 7. септембар 1939.  | Потопљен        |
|           | Уједињено Краљевство | 1.567 тона | 1924.           | 16. септембар 1939. | Потопљен        |
|           | Уједињено Краљевство | 287 тона   | 1914.           | 24. септембар 1939. | Потопљен        |
|           | Уједињено Краљевство | 250 тона   | 1914.           | 20. новембар 1939.  | Потопљен        |
|           | Уједињено Краљевство | 329 тона   | 1915.           | 20. новембар 1939.  | Потопљен        |
|           | Уједињено Краљевство | 276 тона   | 1918.           | 20. новембар 1939.  | Потопљен        |
|           | Уједињено Краљевство | 287 тона   | 1909.           | 21. новембар 1939.  | Потопљен        |
|           | Уједињено Краљевство | 276 тона   | 1918.           | 21. новембар 1939.  | Потопљен        |
|           | Нацистичка Немачка   | 3.670 тона | 1922.           | 23. новембар 1939.  | Потпуно уништен |
|           | Уједињено Краљевство | 2.473 тона | 1927.           | 25. децембар 1939.  | Потопљен-мина   |
|           | Уједињено Краљевство | 9.456 тона | 1938.           | 16. јануар 1940.    | Потопљен-мина   |
| --------- | -------------------- | ---------- | --------------- | ------------------- | --------------- |